# Faragó Iván
Faragó Iván (Budapest, 1946. április 1. – 2022. december 12.) magyar sakkozó, nemzetközi nagymester, magyar sakkbajnok, sakkolimpiai és sakkcsapat világbajnoksági ezüstérmes, csapatban kétszeres Európa-bajnoki ezüst és egyszeres bronzérmes.

## Pályafutása
1965-től több alkalommal bekerült a magyar sakkbajnokság döntőjébe, ahol 1986-ban arany, 1979-ben és 1981-ben ezüstérmet szerzett, 1992-ben a 2-5. helyen végzett.
1974-ben lett nemzetközi mester, 1976-ban szerezte meg a nemzetközi nagymesteri címet.
A 2016. augusztusban érvényes Élő-pontértéke 2398. A magyar ranglistán az aktív játékosok között a 66. helyen állt. Legmagasabb pontértéke az 1993. júliusban elért 2540 volt.

## Csapateredményei
1980-ban tagja volt a sakkolimpián ezüstérmet szerzett magyar válogatott csapatnak, valamint az 1985-ben a sakkcsapat világbajnokságon ezüstérmet nyert csapatnak.
Négy alkalommal volt tagja a válogatottnak a sakkcsapat Európa-bajnokságon, amely 1977-ben és 1980-ban ezüstérmet, 1983-ban bronzérmet szerzett.
Öt alkalommal vett részt az Egyetemi-főiskolai sakkcsapat világbajnokságon a magyar válogatott tagjaként, amelyen 1964-ben 3., 1972-ben 2. helyezést ért el, 1967-ben egyéni teljesítménye a mezőnyben a legjobb volt.
1979 és 1988 között a Budapesti Spartacus sakkcsapatával a Bajnokcsapatok Európa Kupájában 1982-ben 1., 1979-ben 3. helyezést ért el.

## Kiemelkedő versenyeredményei
- 1-2. helyezés: Pristina (1973 és 1976)
- 2. helyezés: Banícky Kahanec verseny, Ostrava (1973)
- 3-4. helyezés: Rimaszombat (1974)
- 1-4. helyezés Bern (1974)
- 1. helyezés: IBM-B verseny, Amszterdam (1975)
- 3-4. helyezés: Lipcse (1975)
- 2, helyezés: Wroclaw (1976)
- 3. helyezés: Kecskemét (1977)
- 1. helyezés: Bergen (1977)
- 1-3. helyezés: DSV-Turnier, Halle (Saale) (1978)
- 1. helyezés: Bergen (1978)
- 3. helyezés: Újvidék (1978)
- 1. helyezés: 7. Tóth László emlékverseny, Kecskemét (1979)
- 1-3. helyezés: Szarajevó (1979)
- 1-2. helyezés: 2. Makarczyk Memorial, Łódź (1979)
- 1. helyezés: 3. Makarczyk Memorial, Łódź (1980)
- 2. helyezés: Magyar sakkbajnokság, Budapest (1981)
- 1. helyezés: Svendborg (1981)
- 1. helyezés: Belgrád (1982)
- 1-2. helyezés: Hamburg (1982)
- 2-5. helyezés: Lugano (1983 és 1985)
- 1. helyezés: Bagneux (1983)
- 1. helyezés: Albena (1983)
- 2-3. helyezés: Toronto (1984)
- 2-3. helyezés: Balatonberény (1984)
- 2-4. helyezés: Bécs (1984)
- 1. helyezés: Budapest (1985)
- 2. helyezés: Banja Luka (1985)
- 2-3. helyezés: Esbjerg (1985)
- 2-5. helyezés: Amszterdam (1985)
- 1. helyezés: Magyar sakkbajnokság, Budapest (1986)
- 1-2. helyezés: Balatonberény (1986)
- 3-5. helyezés: Róma (1986)
- 2-8. helyezés: Ostende (1986)
- 3. helyezés: Wuppertal (1986)
- 3-6. helyezés: Brüsszel (1986)
- 1. helyezés: Hoogoven B verseny, Wijk aan Zee (1987)
- 1. helyezés: Noviki-A verseny, Budapest (1987)
- 1. helyezés: Silkeborg (1988)
- 1. helyezés: Gießen (1991)
- 2-5. helyezés: Magyar sakkbajnokság, Budapest (1992)
- 1. helyezés: Vinkovci (1993)
- 1. helyezés: Budapest (1993)
- 1. helyezés: Velden (1995)
- 1. helyezés: Leinerze (1996)
- 1. helyezés: Haarlem (1996)
- 1. helyezés: Salsomaggiore Terme (1998)
- 1. helyezés: Wattens (1999)
- 1. helyezés: Hamburg (2000)
- 2. helyezés: Hamburg nemzetközi bajnoksága (2002)[10]
- megosztott 1. helyezés: Deizisau (2002[11] és 2003[12])
- 1-4. helyezés: Le Touquet (2003)[13]
- 2. helyezés: 4. Hotel Petra verseny Róma (2005)[14]
- 2. helyezés: 1. Turnier in Scanno (2005)[15]
- 1-3. helyezés: Porto San Giorgio (2006)[16]
- 1. helyezés: Senden (2006)[17]
- 2. helyezés: Bibinje (2006)[18]
- 1-3. helyezés: Harkány (2006)[19]
- 2. helyezés: FS02-GM Budapest (2009)[20]
- megosztott 1. helyezés: Milano (2009)[21]
- 3. helyezés: FS11-GM Budapest (2009)[22]
- 2-5. helyezés: Siebenlehn (2010)[23]
- megosztott 2. helyezés: Triesen (2011)[24]
- 3-4. helyezés: Graz (2011)[25]
- 1. helyezés: Sopron (2011)[26]
- 1. helyezés: Siebenlehn (2011)[27]
- 1-2. helyezés: Eschborn (2012)[28]
- 2. helyezés: Sopron (2012)[29]
- 2-6. helyezés: Siebenlehn (2012)[30]
- 2-4. helyezés: Tenkes Kupa Harkány (2013)[31]